# 因姜揚鎮區
因姜揚鎮區為緬甸克欽邦密支那縣下轄的一個鎮區。2014年人口1,732人，區域面積4,717.9平方公里。該鎮區下轄198個村莊。因姜揚為該鎮區首府。

## 地理
因姜揚鎮區西南接密支那鎮區，南接歪莫鎮區，東接其培縣其培鎮區和紹勞鎮區，北接葡萄縣廣朗普鎮區，西北接葡萄縣孫布拉蚌鎮區。

## 外部連結
- Njangyang Google Satellite Map（页面存档备份，存于） Maplandia